# Caribachlamys
Caribachlamys is een geslacht van tweekleppigen uit de familie van de Pectinidae (mantelschelpen).

## Soorten
- Caribachlamys mildredae (Bayer, 1941)
- Caribachlamys ornata (Lamarck, 1819)
- Caribachlamys pellucens (Linnaeus, 1758)
- Caribachlamys sentis (Reeve, 1853)